# Dans les griffes du Dragon rouge
Pour plus de détails, voir Fiche technique et Distribution.
Dans les griffes du Dragon rouge (Showdown in Little Tokyo) ou Les justiciers de Little Tokyo au Québec est un film américain réalisé par Mark L. Lester, sorti en 1991. Il met en vedette Dolph Lundgren et Brandon Lee, dans son premier rôle dans un film américain. Ils incarnent des inspecteurs du LAPD enquêtant sur le nouvel oyabun des yakuzas de Little Tokyo, le quartier japonais de Los Angeles. Kenner et son coéquipier nippo-américain sont experts en arts martiaux.

## Synopsis
Policier à Los Angeles, Chris Kenner est un Américain qui a grandi au Japon. On lui donne un nouveau partenaire, Johnny Murata, un Américain d'origine japonaise. Kenner n'apprécie pas la culture américaine, tandis que Johnny n'aime pas beaucoup la culture japonaise. Une chose qu'ils apprécient tous les deux, ce sont les arts martiaux, dans lesquels ils sont tous deux experts. Ils sont tous les deux affectés au quartier japonais Little Tokyo de Los Angeles, où ils mettent fin à une activité criminelle dans un restaurant japonais, et une arrestation est effectuée. Alors que Kenner et Johnny interrogent le suspect, Kenner remarque qu'il a des tatouages du clan Iron Claw Yakuza. Cela lui rappelle quand il avait 9 ans et qu'il a vu ses parents se faire tuer par un membre des Yakuza. Avant que Kenner ou Murata ne puissent interroger davantage le suspect, il se suicide dans la salle d'interrogatoire en se briant la nuque.
Le chef du clan Iron Claw, Yoshida (Cary-Hiroyuki Tagawa), tue le propriétaire d'une boîte de nuit populaire du centre-ville appelée le Bonsai Club en écrasant le propriétaire, Tanaka (Philip Tan), dans un compacteur de voiture. Pour célébrer l'accession à la propriété du Bonsai Club, Yoshida organise une fête chez lui avec tout le personnel du club. L'une des filles de la fête, nommée Angel (Renee Griffin), se révèle avoir averti Tanaka de Yoshida derrière son dos, et cela exaspère Yoshida qui interroge ensuite Angel sur sa loyauté. Elle tente d'apaiser Yoshida en lui offrant son corps mais Yoshida drogue plutôt Angel et se déshabille, puis la caresse avant de la décapiter.
Lorsque le coroner effectue une analyse sur le corps d'Angel, il est révélé que les méthamphétamines dans son système auraient de toute façon conduit à sa mort. Cette découverte de drogue, ainsi que le suspect ayant des tatouages Yakuza, incitent Kenner et Johnny à se rendre au Bonsai Club à la recherche d'informations. Là, ils rencontrent la chanteuse de salon Minako Okeya (Tia Carrere), qui était une bonne amie d'Angel. Avant qu'ils ne puissent obtenir d'elle des informations utiles, ils sont pris en embuscade et on les emmène voir le propriétaire de la boîte de nuit, Kenner reconnaît Yoshida comme l'homme qui a tué ses parents. Yoshida est maintenant un fabricant de médicaments utilisant une brasserie locale comme centre de distribution. Il utilise des gangs moins voraces tels que les Hells Angels, les Crips et les Sureños pour vendre la drogue pour lui, en échange d'un pourcentage des bénéfices. Enragé, Kenner pointe son arme sur Yoshida et le blesse afin de venger la mort de ses parents, mais Johnny parvient à désamorcer la situation et ils quittent tous les deux la boîte de nuit.
Plus tard dans la nuit, Yoshida viole et kidnappe Minako et la retient en otage chez lui et jure de tuer Kenner. Celui-ci et Johnny partent pour la maison fortement gardée de Yoshida, où ils sauvent Minako. Sa fierté blessée, Yoshida envoie ses hommes pour récupérer Minako. Il fait capturer Kenner et Johnny, les pour les torturer, mais ces derniers parviennent à s'échapper. Ils préparent ensuite un assaut contre la brasserie de Yoshida, où ils sauvent à nouveau Minako. Au milieu d'un défilé dans la ville, Kenner combat Yoshida dans un duel, dans lequel Kenner utilise une épée pour empaler Yoshida sur un feu d'artifice géant en rotation appelé roue Catherine, qui brûle Yoshida en tournant à grande vitesse, puis la roue explose et le tue.
Kenner et Johnny sont alors salués comme des héros par la foule alors qu'ils escortent Minako loin de la scène.

## Fiche technique
- Titre français : Dans les griffes du Dragon rouge
- Titre original : Showdown in Little Tokyo
- Titre québécois : Les Justiciers de Little Tokyo
- Réalisation : Mark L. Lester
- Scénario : Stephen Glantz et Caliope Brattlestreet
- Musique : David Michael Frank
- Photographie : Mark Irwin
- Montage : Michael Eliot, Robert A. Ferretti et Steven Kemper (de)
- Production : Martin E. Caan et Mark L. Lester
- Sociétés de production : Little Tokyo Productions & Warner Bros.
- Société de distribution : Warner Bros.
- Pays de production :  États-Unis
- Langue originale : anglais
- Format : Couleur - Dolby Stéréo - 35 mm - 1.85:1
- Genre : action, policier, buddy movie
- Durée : 78 minutes
- Date de sortie :
  - États Unis : 23 août 1991
  - France : 29 juillet 1992 (province, inédit à Paris[1])

## Distribution
- Dolph Lundgren (VF : Yves-Marie Maurin ; VQ : Dominique Briand) : Chris Kenner
- Brandon Lee (VF : Nicolas Marié ; VQ : Alain Zouvi) : Johnny Murata
- Cary-Hiroyuki Tagawa  (VF : Emmanuel Jacomy ; VQ : Jean-Luc Montminy) : Yoshida
- Tia Carrere (VF : Céline Monsarrat ; VQ : Marie-Andrée Corneille) : Minako Okeya
- Toshishiro Obata (VF : Marc Alfos ; VQ : Jean Fontaine) : Sato
- Renee Allman  (VF : Virginie Ledieu) : Angel Mueller
- Gerald Okamura : Hagata
- Philip Tan : Tanaka (Nihongo: 田中, Tanaka)
- Rodney Kageyama : Eddie
- Ernie Lively : l'inspecteur Nelson
- James Taenaka : Hardboy
- Renee Griffin : Angel
- Reid Asato : Muto (Nihongo: 武藤, Mutō)
- Takayo Fischer : Mama Yamaguchi
- Simon Rhee : Ito (Nihongo: 伊藤, Itō)
- Vernee Watson-Johnson : Nonnie Russell - Coroner
- Roger Yuan : Kickboxer #2
- Nathan Jung : le manager du Bonsai Club

Référence VQ: Doublage Québec

## Autour du film
- Lors de sa projection pour le visa de censure, le film fut interdit aux moins de 12 ans[3]. Cependant le film n'a pas été distribué dans les salles françaises (à la suite du bide américain) à l'exception de la province, échouant directement dans les vidéoclubs (pour la première fois dans la carrière de Dolph Lundgren).
- La courte durée du film est due à de nombreuses coupes au montage, à la suite des mauvais résultats des projections test.

## Sortie

### Accueil
Warner Bros. n'était pas satisfait du film et l'a réédité, seulement pour lui donner une diffusion théâtrale limitée aux États-Unis, au Mexique, en Australie, en France (où il a sauté Paris), en Italie, en Israël et en Hongrie. À l'exception de ces marchés, le film est sorti directement en vidéo en 1992.
Lors du week-end d'ouverture aux États-Unis, le film a rapporté 455 192 $ dans 140 salles, soit une moyenne de 3 251 $ par salle. Cela représentait 20% du total brut du film.
Il s'est classé n ° 9 dans le Top 10 hongrois du Box Office Grosses de 1992 (selon le Variety International Film Guide de 1994 ), rapportant 197 590 $ en Hongrie.
Après la mort prématurée de Brandon Lee lors du tournage de The Crow (1994), les films avec Lee dans des rôles principaux, tels que Showdown in Little Tokyo, ont vu une augmentation des ventes de vidéos.
Le film est devenu un classique culte parmi les fans d'action après sa sortie. Le réalisateur Mark L. Lester a déclaré: "Je visais une réalité exagérée. Une sorte de pop art ou de bande dessinée. Mais Warner a retiré environ dix minutes du film, ce qui était plutôt bien en fait. Ils ont tout changé. Ils n'ont pas fait une grosse sortie, mais je suppose que les gens l'ont aimé."
Le film a fait face à des critiques largement négatives de la part des critiques. Vincent Canby du New York Times l'a décrit comme « violent, mais sans esprit ». Il détient une note de 33 % sur Rotten Tomatoes sur la base de 9 avis, avec une note moyenne de 4,3/10. [

### Revues contemporaines
Lors de sa sortie en DVD en 2015, le critique de DVD Talk, Ian Jane, a écrit qu'il s'agissait d'un film d'action peu profond mais très agréable de son époque. Il l'a trouvé rapide, bourré d'action et drôle. Il a estimé qu'il y avait de bonnes photographies, de beaux endroits et que Brandon Lee brillait dans son rôle.
Le critique contemporain Chris Coffel de Bloody Disgusting l'a félicité pour être un film d'action bien fait de son époque et que les deux protagonistes ont bien interprété leurs rôles. Il a également félicité le méchant principal Cary-Hiroyuki Tagawa. Finalement, il a senti que le film tombait à plat sur le côté humoristique des choses, mais était très amusant pour son genre.
Sur JoBlo.com, l'écrivain Chris Bumbray le considère comme un joyau sous-estimé et un classique culte. Il pense que Brandon Lee vole la vedette à Dolph Lundgren et que le film met en valeur la gamme de l'acteur décédé. Sa dernière pensée était que c'était un acteur B amusant.